# Condado de Berrien (Georgia)
El condado de Berrien (en inglés: Berrien County) es un condado en el estado estadounidense de Georgia. En el censo de 2000 el condado tenía una población de 16 235 habitantes. La sede de condado es Nashville. El condado fue creado el 25 de febrero de 1856 a partir de porciones de los condados de Coffee, Irwin y Lowndes. Fue nombrado en honor a John M. Berrien, un senador de Georgia y Fiscal general de los Estados Unidos entre 1829 y 1831. El condado es parte del área metropolitana de Valdosta.

## Geografía

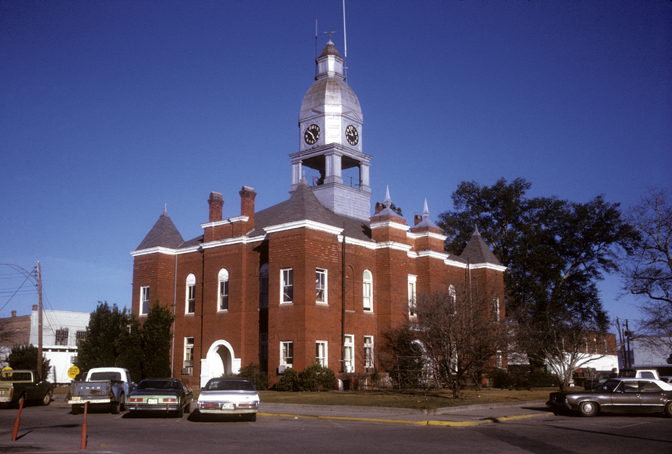
Juzgado del condado de Berrien en Nashville.

Según la Oficina del Censo, el condado tiene un área total de 1186 km² (458 sq mi), de la cual 1172 km² (452 sq mi) es tierra y 14 km² (5 sq mi) (1,17%) es agua.

### Condados adyacentes
- Condado de Irwin (norte)
- Condado de Coffee (noreste)
- Condado de Atkinson (este)
- Condado de Lanier (sureste)
- Condado de Lowndes (sur)
- Condado de Cook (oeste)
- Condado de Tift (noroeste)

## Autopistas importantes
- U.S. Route 82
- U.S. Route 129
- Ruta Estatal de Georgia 11
- Ruta Estatal de Georgia 37
- Ruta Estatal de Georgia 76
- Ruta Estatal de Georgia 125
- Ruta Estatal de Georgia 135
- Ruta Estatal de Georgia 520

## Demografía
En el  censo de 2000, hubo 16 235 personas, 6261 hogares, y 4539 familias residiendo en el condado. La densidad poblacional era de 36 personas por milla cuadrada (14/km²). En el 2000 había 7100 unidades unifamiliares en una densidad de 16 por milla cuadrada (6/km²). La demografía del condado era de 85,48% blancos, 11,43% afroamericanos, 0,26% amerindios, 0,30% asiáticos, 0,08% isleños del Pacífico, 1,53% de otras razas y 0,92% de dos o más razas. 2,37% de la población era de origen hispano o latino de cualquier raza. 
La renta promedio para un hogar del condado era de $30 044 y el ingreso promedio para una familia era de $34 643. En 2000 los hombres tenían un ingreso per cápita de $25 559 versus $19 790 para las mujeres. La renta per cápita para el condado era de $16 375 y el 17,70% de la población estaba bajo el umbral de pobreza nacional.

## Ciudades y pueblos
- Alapaha
- Enigma
- Nashville
- Ray City